# Арсланов, Сергей Ильясович
Серге́й Илья́сович Арсла́нов (27 мая 1964) — советский и узбекистанский футболист, защитник, узбекистанский тренер.

## Карьера

### Игрока
В 1984 году провёл 8 матчей за курган-тюбинский «Пахтакор». С 1986 по 1987 год играл за хабаровский СКА, в 58 играх забил 1 мяч.
С 1988 года выступал за душанбинский «Памир». В составе клуба стал в 1988 году победителем Первой лиги, и затем, в 1989 году, провёл сезон в Высшей лиге СССР. Всего за «Памир» сыграл 12 матчей (из них 9 в Высшей лиге) в чемпионате и первенстве, и ещё 2 встречи провёл в Кубке СССР.
В 1990 году пополнил ряды «Кубани», сыграл 31 матч в первенстве и 1 поединок Кубке. Сезон 1991 года провёл в «Новбахоре», в 42 играх отметился 3 голами.
В 1992 году играл за «Навбахор» в Высшей лиге Узбекистана, стал в его составе обладателем Кубка, сыграв в том числе в финальном матче розыгрыша.
В 1993 году вернулся в «Кубань», в составе которой принял участие в 23 матчах первенства России.
Затем снова возвратился в «Навбахор», где дважды стал бронзовым призёром чемпионата и во второй раз в 1995 году обладателем Кубка Узбекистана, сыграв в том числе в финальном матче розыгрыша. С 1996 года выступал за «Кызылкум».

### Тренера
Работал ассистентом главного тренера в молодёжной сборной Узбекистана. В 2009 году вошёл в тренерский штаб «Кызылкума», который затем возглавлял в качестве исполняющего обязанности с августа по конец 2010 и с мая по конец 2011 года.

## Достижения
- Победитель Первой лиги СССР (выход в Высшую лигу): 1988
- 3-е место в чемпионате Узбекистана: 1994, 1995
- Обладатель Кубка Узбекистана: 1992, 1995